# Крутово (Петушинский район)
Крутово — деревня в Петушинском районе Владимирской области России. Входит в состав Петушинского сельского поселения.

## География
Расположена на правом берегу реки Клязьма в 5 км на юг от районного центра города Петушки.

## История

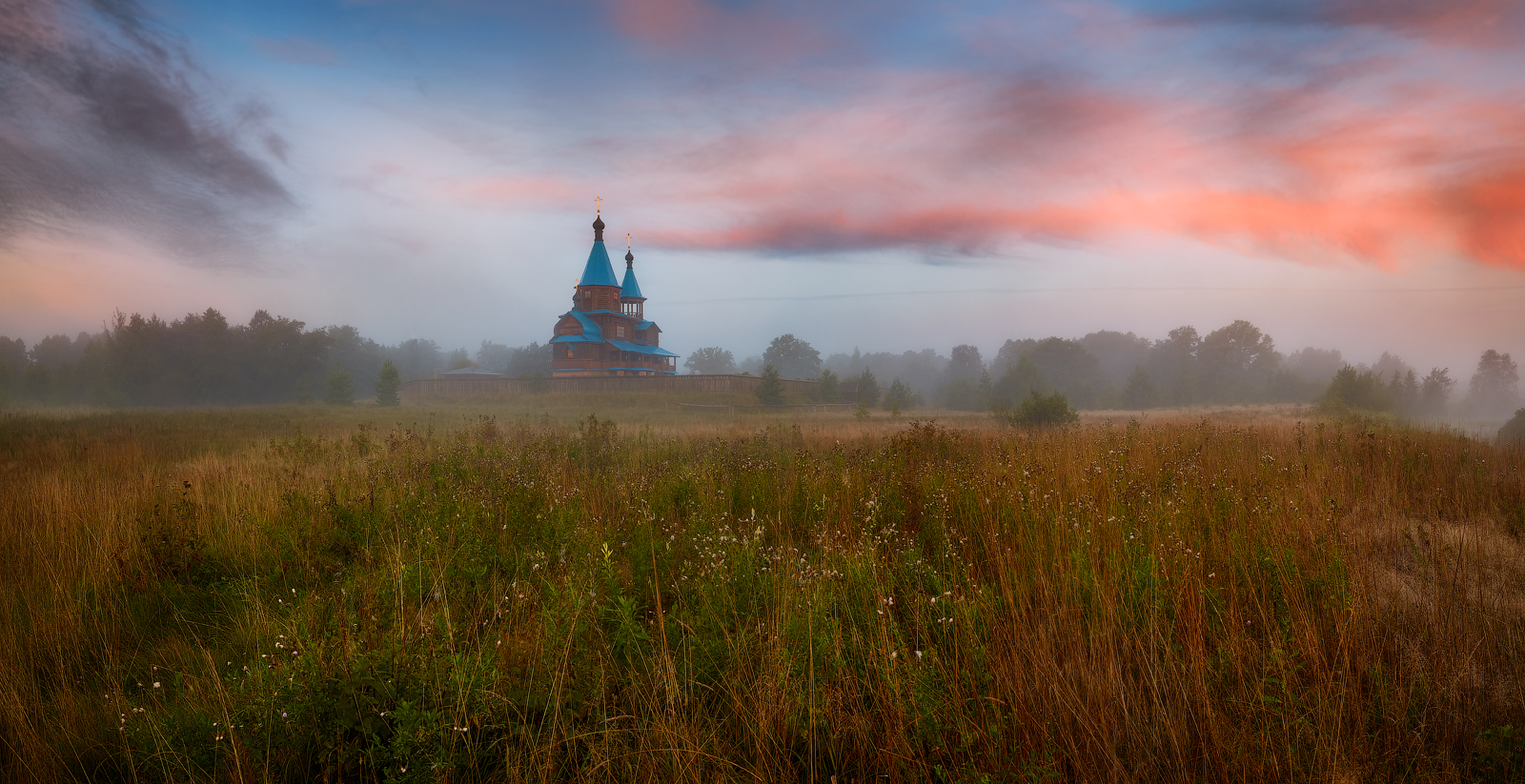
Церковь Жен-Мироносиц. 2016 год

Первое упоминание о деревне Крутое имеется в писцовых книгах первой половины XVII столетия, в ней значилось 9 дворов крестьянских и 2 бобыльских. В переписных книгах 1678 года в числе прочих деревень Крутецкого прихода также упоминается Крутое. В переписных книгах 1705 года в деревне числилось 28 дворов и 61 душа. В 1926 году в деревне имелось 149 хозяйств.
В конце XIX — начале XX века деревня входила в состав Аннинской волости Покровского уезда.
С 1929 года деревня являлась центром Крутовского сельсовета Петушинского района.
До 2014 года в деревне действовала Крутовская основная общеобразовательная школа.

## Население
| 1859 | 1897 | 1905 | 1926 | 2002 | 2010 | 2021 |
| ---- | ---- | ---- | ---- | ---- | ---- | ---- |
| 404  | ↗560 | ↘447 | ↗650 | ↘241 | ↗271 | ↘206 |

## Инфраструктура
Находятся сельский клуб, отделение «Почты России», участковый пункт полиции.

## Достопримечательности
В деревне расположены агрокультурный туристический комплекс «Богдарня», церковь жен-мироносиц (2003, построена Джоном Кописки), церковь Иоанна Воина (2000), часовня Власия (2005).

## Известные люди
В деревне родились участник Великой Отечественной войны, Герой Советского Союза Михаил Яковлевич Берёзкин и народная сказительница Елена Васильевна Волкова.